# Estoński Związek Ludowy
Estoński Związek Ludowy (est. Eestimaa Rahvaliit, ERL) – estońska partia polityczna o profilu agrarnym. Należała do Sojuszu na rzecz Europy Narodów.

## Historia
Partię założył Arnold Rüütel w 1994 pod nazwą Estońska Wiejska Partia Ludowa (Eesti Maarahva Erakond). 18 października 1999 ugrupowanie zmieniło nazwę, w następnych latach przyłączały się do niego mniejsze formacje: Estoński Związek Krajowy (Eesti Maaliit), Estońska Partia Emerytów i Rodzin (Eesti Pensionäride ja Perede Erakond), Partia Nowa Estonia (Erakond Uus Eesti).
Związek wchodził w skład koalicji rządowych w latach 1995–1999. Ponownie partia współtworzyła gabinety w okresie od 2003 do 2005 (rząd Juhana Partsa) i od 2005 do 2007 (pierwszy rząd Andrusa Ansipa). Po wyborach w 2007, w których uzyskała wynik o prawie połowę słabszy niż cztery lata wcześniej, przeszła do opozycji. W 2010 doszło do rozłamu w Związku na tle dążeń kierownictwa partii do połączenia sił z SDE. Lider Związku Ludowego Karel Rüütli dążył do połączenia sił z Partią Socjaldemokratyczną, jednak ostatecznie do SDE przystąpiła jedynie część członków ERL, w tym Karel Rüütli, który został wiceprzewodniczącym socjaldemokratów. Rozpadowi uległ klub poselski ERL. W wyborach w 2011 ugrupowanie nie przekroczyło progu uprawniającego do uzyskania mandatów w Riigikogu. W 2012 partia rozwiązała się, a jej działacze współtworzyli Estońską Konserwatywną Partię Ludową.

## Wyniki wyborcze
| Wybory | Poparcie | Zmiana punktów procentowych | Mandaty (Zgromadzenie Państwowe) | Zmiana |
| ------ | -------- | --------------------------- | -------------------------------- | ------ |
| 1999   | 7,3%     | –                           | 7                                | –      |
| 2003   | 13%      | 5,7                         | 13                               | 6      |
| 2007   | 7,1%     | 5,9                         | 6                                | 7      |
| 2011   | 2,1%     | 5                           | 0                                | 6      |

W wyborach do Parlamentu Europejskiego w 2004 i 2009 ERL nie uzyskiwała żadnych mandatów.

## Przewodniczący
- 1994–2000: Arnold Rüütel
- 2000–2007: Villu Reiljan
- 2007–2007: Ester Tuiksoo (p.o.)
- 2007–2008: Jaanus Marrandi
- 2008–2010 Karel Rüütli
- 2010–2011: Andrus Blok
- 2011–2012: Margo Miljand